# السيد الأكبر (ماسونية)

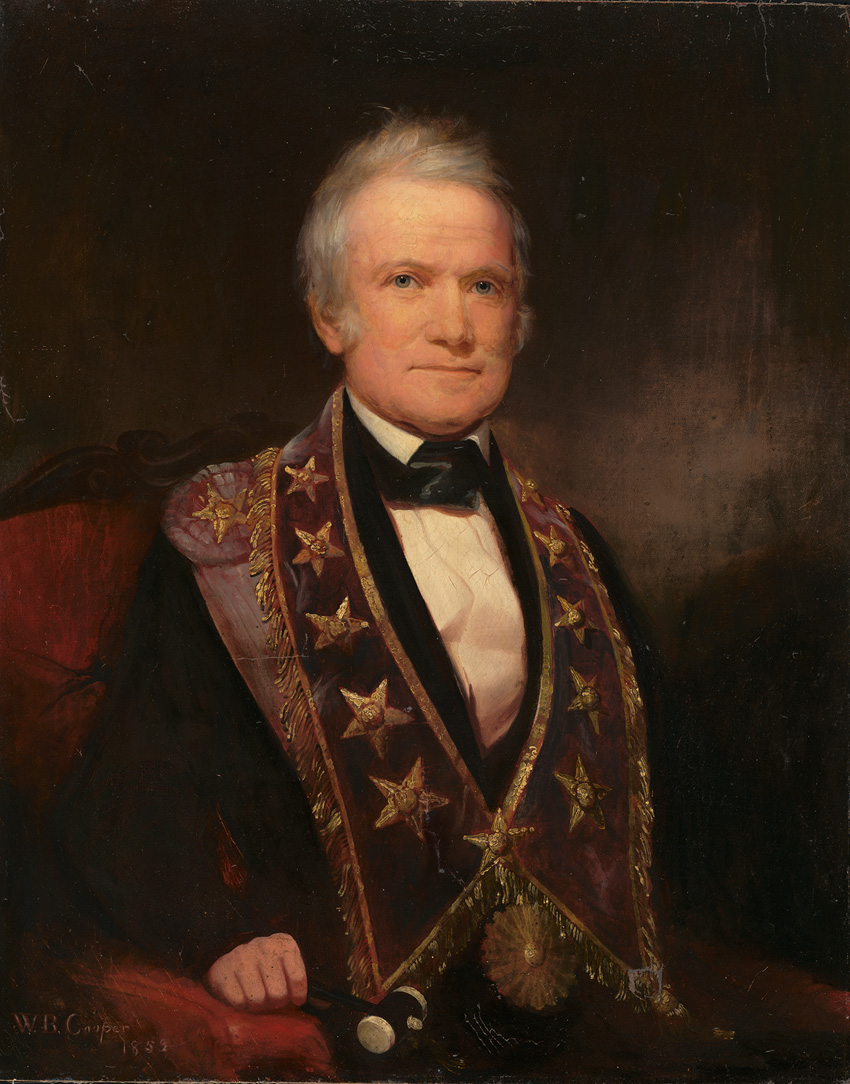
ويلكنز تانهيل في زي السيد الأكبر الماسوني لولاية تينيسي.

السيد الأكبر (بالإنجليزية: Grand Master) هي رتبة تمثل الرئيس الأعلى في الهيكل التنظيمي لرتب الفروسية، من صلاحيات حامل هذه الرتبة أن يصدر أوامر عسكرية مختلفة، ويستطيع أيضًا أن يصدر الأوامر الدينية والأوامر الطائفية في المنظمات الأخوية الكاثوليكية القديمة. يتم استخدام لقب السيد الأكبر من رؤساء المحافل الماسونية الكبرى منذ 1717.
في الرتب العسكرية مثل فرسان الهيكل أو النظام الليفوني، والسيد الأكبر كان يمثل رئيس الهرم الجماعات العسكرية والإقطاعية والتي يمكن أن تعتبر 'دولة ضمن الدولة، ولا سيما في 'الصليبية'، ورتبة السيد الأكبر تمثل أيضًا منصب رئيس الدولة في داخل الإمبراطورية الرومانية كما كان الحال مع فرسان تيوتون وفرسان الإسبتارية.
في بعض الرتب الأخرى، الرئيس قد يكون يمثل المنصب السيادي. في هذه الحالة يجوز لرتبة السيد الأكبر أن تأتي بعد السيادية. لأن معظم الرتب في الوقت الحاضر هي أساسًا للتميز الفخري بين مستويات القيادة، حيث أن بعض أوامر القديمة كانت دائمًا مثل رتبة الصوف الذهبي قد تعقد في حق ابن الملك أو أي رتبة أخرى، عادةً ما يحصل عليها العاهل، لكن في الأغلب رتبة السيد الأكبر تكون أعلى رتب الفروسية.وهناك رؤساء وزعماء يحاولون الانتماء لتلك المجموعة والاعراب عن ولاءهم لها ومنهم من يسعى باتجاه احتضانه من قبلها ومثال ذلك بشار الأسد وفشل كيشدار مرشح رئاسي وكذلك قيادات في فصائل تسمي نفسها المقاومة في العراق وسوريا وهناك مغاربة والاردن ورجال الأعمال مصريين وسياسيا...محمد ريكان الحلبوسي صنيعة الماسونية وكذلك النائب حسن عرب ونبيل عبد الصاحب الذي شغل منصب وزير وطيف سامي ونعمت الشيوعية في التعليم العراقية  ومشعان الخزرجي وعباس السوداني المعروف  شقيق محمد شياع السوداني أما عن الاعداء فهناك من يحارب الماسونية وكل من يتعاطف أو ينتمي أو يتقرب من الماسونية فكراً أو عملآ أو مجاملة ، أما أعداء الماسونية فهم كُثر وهؤلاء من العرب والمسلمين المخلصين لدينهم وتعاليم الاسلام ومن بين هؤلاء الشخصيات الشيخ عباس الحسني في قلعة سامراء والسيد الشريف عثمان الكليدار الحسيني في سامراء وبغداد ومحافظات العراق وتعرض لمحاولات الاغتيال عديدة والدكتور علي خنجر والقاضي حسين الصافي ومحمد سمير في الأعظمية وأحمد عبدالملك السعدي في الانبار وكثيرون لا يتقبلون طرح اسم او افكار الماسونية بأي شكل من الأشكال 